# Христо Бончев
Вижте пояснителната страница за други личности с името Христо Бончев.
Христо Бончев е български финансист.
През 1900 година работи като главен секретар на Министерството на финансите, а през 1901 година за кратко е управляващ министерството в служебното правителство на генерал Рачо Петров.